# Barbarossastraße 6 (Mönchengladbach)

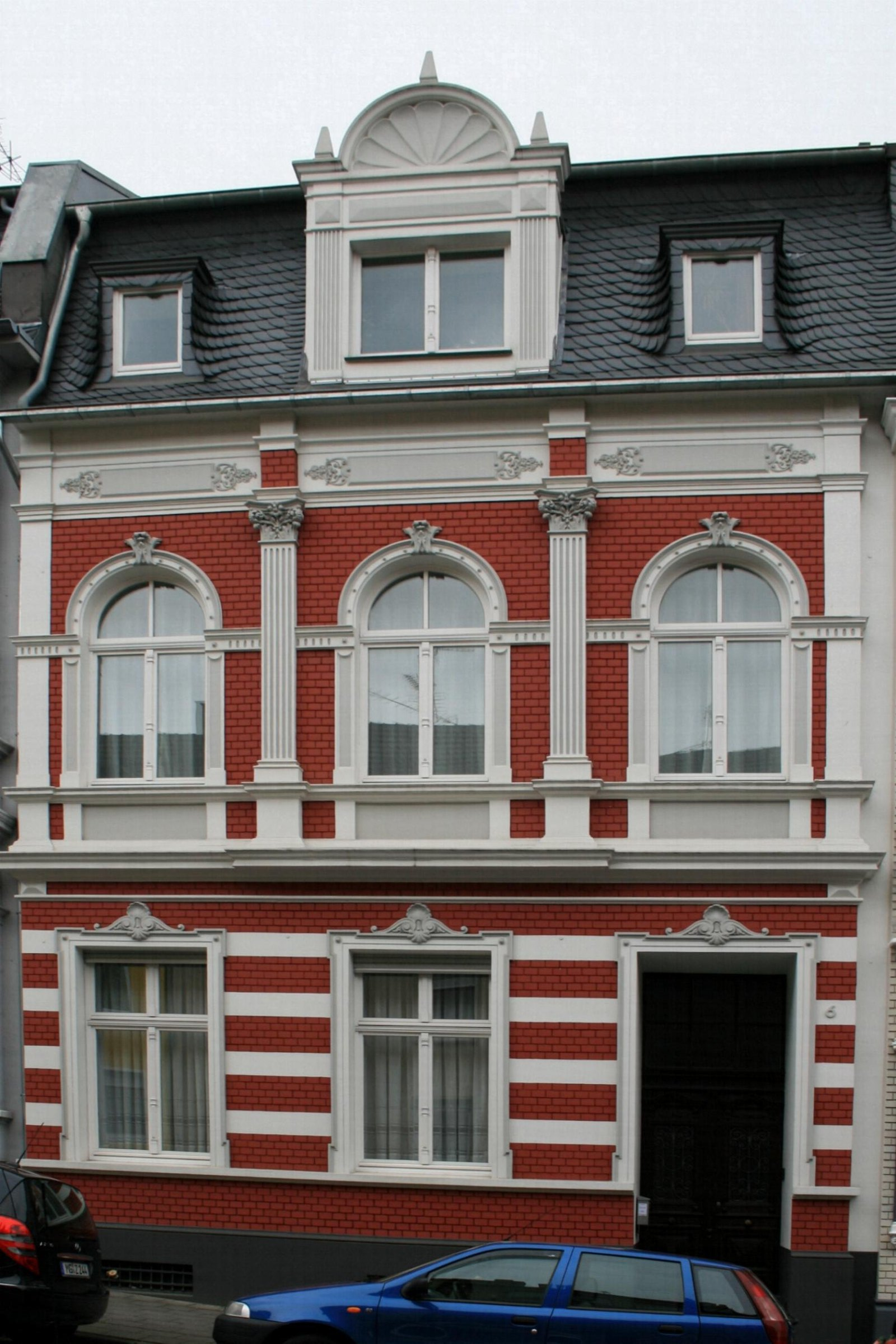
Wohnhaus (2010)

Das Wohnhaus Barbarossastraße 6  befindet sich in Mönchengladbach (Nordrhein-Westfalen) im Stadtteil Gladbach. Das Gebäude wurde Ende des 19. Jahrhunderts erbaut. Es ist unter Nr. B 050 am 2. Juni 1987 in die Denkmalliste der Stadt Mönchengladbach eingetragen worden.

## Lage
Die Barbarossastraße liegt nördlich des alten Stadtkerns als steil ansteigende Verbindung (mit der Staufenstraße) von Aachener und Viersener Straße. Sie gehört in ihrem alten Bestand zum historischen Ausbau Mönchengladbachs.

## Architektur
Das Haus Nr. 6 stammt aus dem ausgehenden 19. Jahrhundert. Es steht in starker Hanglage als Bestandteil einer Gruppe historischer Häuser und zeigt 2:3 Achsen und ein ausgebautes Dach. Das traufständige Mansarddach hatte ursprünglich einen Mittelgiebel, der zu einer Gaube umgebaut ist. Seitlich zwei weitere Gauben. Dieser untere Teil des Daches ist geschiefert.